# Come Thelma & Louise (programma televisivo)
Come Thelma & Louise è stato un programma televisivo italiano d'avventura, andato in onda dal 1999 al 2001 su TMC2, dal lunedì al venerdì a partire dalle ore 19, e nel 2002 su Odeon TV, con inizio alle 20:15. La conduzione era affidata a Justine Mattera e Elisa Lepore.
La prima edizione è andata in onda a partire dal 15 ottobre 1999.

## Il programma
Il programma raccontava il viaggio in località suggestive di diverse coppie di ragazze, di età compresa tra i 18 e i 30 anni, riprese per 24 ore al giorno dalle telecamere di TMC2; in ogni puntata venivano mostrate quindi le avventure che le concorrenti dovevano affrontare, commentate in studio (rappresentato da una gabbia divelta che lascia intravedere una porzione di cielo) dalle conduttrici, Justine Mattera e Elisa Lepore. Tra le località visitate, si ricordano Cuba, l'Andalusia, il Vietnam, l'Egitto e il Marocco.
Lo scopo principale era quello di evadere dalla quotidianità e abbandonare mariti, fidanzati o colleghi prepotenti e testare le proprie capacità di adattamento in situazioni estreme. Come suggerito dal titolo, il programma si ispirava alla trama del film Thelma & Louise di Ridley Scott, del 1991. Al termine del viaggio, alle ragazze veniva chiesto se avevano intenzione di tornare alla loro vita di tutti i giorni o se preferivano trasferirsi definitivamente nei luoghi visitati.
Il pubblico da casa era chiamato ad esprimere un giudizio sulle coppie in gara; la preferita aveva la possibilità di vincere un viaggio per continuare l'avventura vissuta, stavolta senza le riprese delle telecamere.
A intervallare il racconto dei viaggi intrapresi dalle concorrenti, le conduttrici, coadiuvate da Federica Torti nel ruolo d'inviata, realizzavano degli ironici servizi in giro per l'Italia per "combattere" il maschilismo.